# Piper PA-38 Tomahawk

Piper PA-38 Tomahawk

De Piper PA-38-112 Tomahawk is een eenmotorig  sport- en lesvliegtuig met twee zitplaatsen. Het geheel metalen toestel met een vast driewielonderstel is speciaal ontworpen voor gebruik door vliegclubs, vliegopleidingen en privévliegers. Tussen 1978 en 1982 zijn er door Piper Aircraft 2484 exemplaren van geproduceerd.  

## Design en ontwikkeling
De Tomahawk is een eenmotorig laagdekker vliegtuig met een twee zitplaatsen en dubbele besturing. Het vliegtuig is voorzien van een T-staart, vast driewielig landingsgestel en wordt aangedreven door een Lycoming O-235 viercilinder 112 pk boxermotor met een tweebladige propeller. De Tomahawk heeft twee naar voren openende zijdeuren voor toegang tot de cabine.
De Tomahawk was Piper’s poging om een betaalbaar tweezitter trainingsvliegtuig te ontwerpen. Voordat het vliegtuig ontworpen werd heeft Piper een groot onderzoek onder vlieginstructeurs gehouden. De instructeurs wilden vooral een vliegtuig dat een volledig gecontroleerde tolvlucht kon maken, omdat andere tweezitters zoals de Cessna 150 en 152 ontworpen waren om vanzelf uit een tolvlucht te komen. Het in de Tomahawk-vleugel toegepaste NASA GA(W)-1 Whitcomb (GAW-1) vleugelprofiel vereist juist een actieve gecoördineerde stuurbeweging van de piloot om het vliegtuig uit een tolvlucht te krijgen. Zo konden piloten getraind worden hoe te handelen in een tolvlucht.

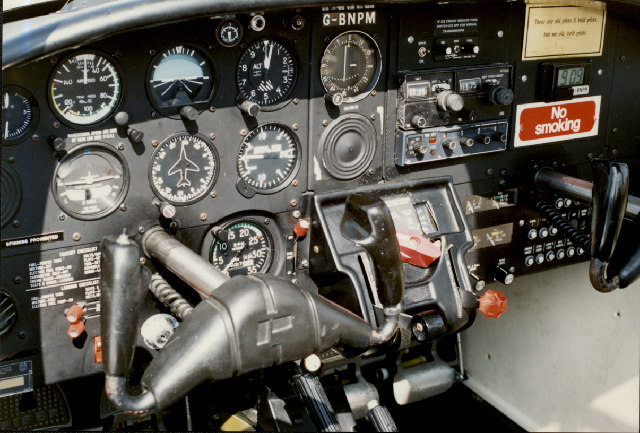
Tomahawk cockpit

De Tomahawk werd in 1977 geïntroduceerd en was leverbaar in 1978. Het vliegtuig was in productie tot 1982. Uiteindelijk zijn er 2.484 vliegtuigen gebouwd.
Het model uit 1981 en 1982 werd de Tomahawk II genoemd. Hier zat onder meer verbeterde cabine- en voorruitverwarming in. Ook had het toestel een betere hoogteroertrim, meer motorkracht, een anti-corrosielaag, betere geluidsdichtheid van de cockpit, grotere 6 inch (15,2 cm) wielen zodat de propeller meer afstand tot de grond heeft en verbeterde prestaties op onverharde landingsbanen.

### Veiligheid

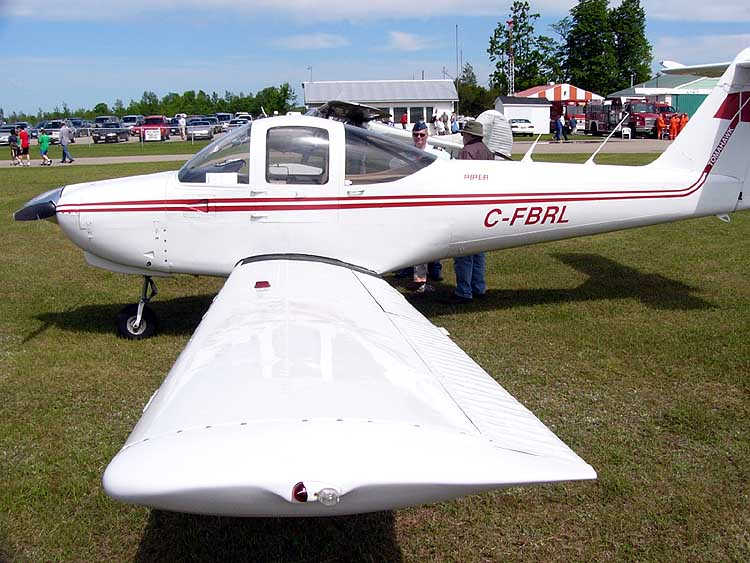
Een Piper PA-38-112 Tomahawk met een rechthoekige vleugel. Stall strips zijn te zien als rechthoekige uitsteeksels langs de voorkant van de vleugel.

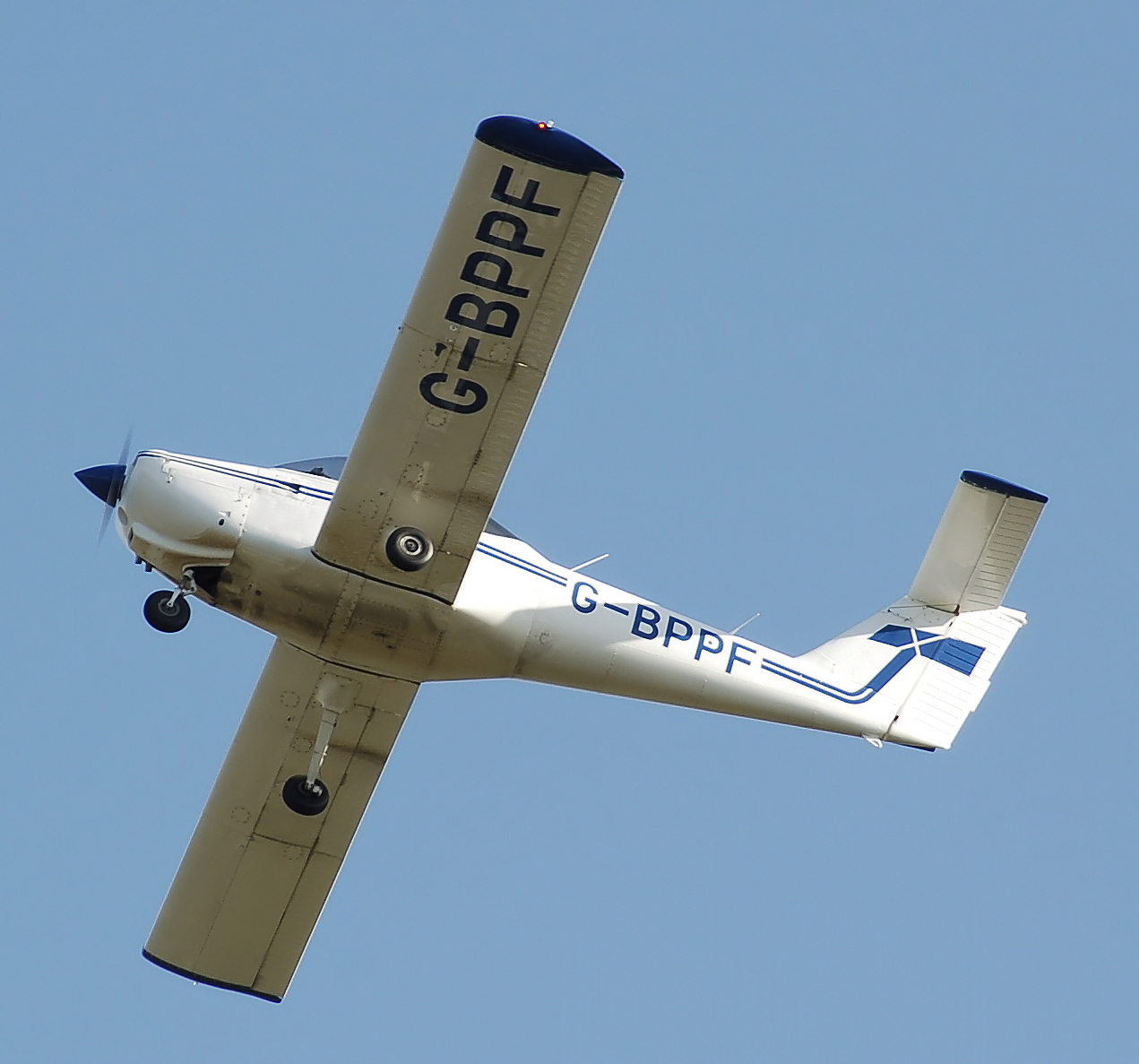
Piper PA-38-112

Volgens een rapport van de luchtveiligheidscommissie van de Aircraft Owners and Pilots Association maakt de Piper Tomahawk weliswaar een derde minder ongelukken per vlieguur dan vergelijkbare vliegtuigen zoals de Cessna 150/152. Maar de Tomahawk heeft een hoger aantal fatale tolvlucht-ongelukken per vlieguur. De National Transportation Safety Board (NTSB) schatte dat het aantal tolvlucht-ongelukken drie tot vijf keer zo hoog was als bij de Cessna 150/152
Volgens de NTSB was het vleugelontwerp van de Tomahawk aangepast na een test van de FAA, maar daarna niet opnieuw getest. De veranderingen bestonden uit het terugbrengen van het aantal ribben in de vleugels en het lichter maken van het vliegtuig. Tijdens interviews door de NTSB met de betrokken vliegtuigconstructeurs kwam de informatie naar boven dat deze veranderingen resulteerden in een vleugel die relatief slap en flexibel was, waardoor deze van vorm zou kunnen veranderen, hetgeen zou kunnen leiden tot onvoorspelbaar gedrag bij tolvluchten en overtrek. Verder bleek dat het gebruikte GAW-1 profiel juist een rigide structuur nodig had, omdat dit profiel bijzonder gevoelig was voor vervormingen. Het gebruik van een flexibel oppervlak zou de vleugels van de Tomahawk volgens de NTSB “een nieuw en onbekend element in overtrek en tolvluchten” maken.
Volgens het Airworthiness Directive van 14 augustus 1983 moesten twee stall strips aan de voorkant van de vleugels aangebracht worden om de “overtrekkarakteristieken te normaliseren en te verbeteren.”

## Vergelijkbare vliegtuigen
- Beechcraft Skipper
- Cessna 152